# Umweltforschung
Die Umweltforschung beansprucht, Kausalitäten im Umweltgeschehen aufzudecken, und ist als Forschung zum Schutz der natürlichen Umwelt entstanden. Teilweise wird auch Forschung zur Erkenntnis ökologischer Zusammenhänge (Ökologie) als Umweltforschung verstanden.
Häufig wird Umweltforschung auf einen naturwissenschaftlichen Ansatz reduziert; daneben gibt es aber auch sozialwissenschaftliche und rechtswissenschaftliche Ansätze der Umweltforschung sowie eine integrative Umweltforschung, die sowohl natur- und ingenieurwissenschaftliche als auch sozialwissenschaftliche Ansätze einbezieht.
Alle äußeren Bedingungen des Wirkungsgefüges „Umwelt“ werden von der Umweltforschung registriert und die erhaltenen Fakten miteinander in Beziehung gesetzt. Dabei sind die Zusammenhänge in der Natur äußerst komplex. Die Art, wie sich Umweltforschung darbietet, ist daher äußerst variabel und interdisziplinär angelegt: Einmal kann es mehr um chemische Substanzen, ein andermal mehr um die Umgestaltung von Landschaften gehen oder aber um energetische Fragen. Die Umweltforschung erarbeitet Grundlagen für das Handeln in Umweltschutz und Umweltvorsorge.
In Deutschland gibt es verschiedene Institute und Forschungseinrichtungen, die sich auf Umweltforschung spezialisiert haben oder in denen die Umweltforschung einen besonderen Schwerpunkt darstellt. Zu den bekanntesten Einrichtungen dieser Art gehören:
- das Helmholtz-Zentrum für Umweltforschung – UFZ
- das Zentrum für Umweltforschung (ZUFO) in Münster
- das Institut für atmosphärische Umweltforschung  (heute Teil des Instituts für Meteorologie und Klimaforschung des Karlsruher Institut für Technologie), dessen Vorläufer bereits 1954 gegründet wurde[2]
- das Institut für Energie- und Umweltforschung Heidelberg (ifeu)
- das Institut für Umweltforschung an der RWTH Aachen
- und das Öko-Institut (Freiburg, Darmstadt, Berlin)